# Sienna Skies
Sienna Skies ist eine 2006 gegründete Post-Hardcore-Band aus Sydney, New South Wales, Australien.

## Geschichte
Sienna Skies wurden 2006 in Sydney im australischen Bundesstaat New South Wales von Michael Sankey und Nick Musgrave gegründet. Das erste offizielle Line-Up bestand aus dem Sänger Steve Faull, den beiden Gitarristen Michael Sankey und Nick Musgrave, dem Keyboarder Matt Wells, sowie dem Bassisten Josh Wade und Schlagzeuger Luke Ziomek. Inzwischen ist Damon Broher Schlagzeuger der Band.
Eine EP mit fünf Stücken erschien bereits ein Jahr nach Gründung der Band. Diese heißt Where Joy Exists Despair Beckons und wurde aus eigener Tasche finanziert. Das Sextett tourte konstant entlang der Ostküste Australiens und absolvierte erfolgreich eine Tour auf Neuseeland. Bei manchen Konzerten trat die Gruppe unter anderem mit Bands wie Family Force 5, Blessed by a Broken Heart, Haste the Day, Deez Nuts und The Amity Affliction auf.
Am 9. Oktober 2011 spielte die Gruppe als Vorband für The Amity Affliction und Asking Alexandria im Luna Park in Sydney. Im November tourte die Gruppe mit Sound of Seasons durch New South Wales, Queensland und Victoria.
Am 5. Dezember 2009 veröffentlichte die Gruppe ihr Debütalbum Truest of Colors über die Plattenfirma New Justice Records.
Das Nachfolger-Album von Truest of Colors heißt The Constant Climb und wurde am 16. November 2012 über die Labels InVogue Records und Artery Recordings herausgebracht. Die Gruppe hatte einen lokalen Deal mit Artery Recordings abgeschlossen, die das Album in Australien vertreiben. Ab 25. Oktober 2012 war die Gruppe als Vorband für In Hearts Wake in Australien auf Tour. Diese umfasste acht Shows und endete am 3. November 2012.
Im Februar und März 2013 tourte die Band für fünf Shows auf Neuseeland. Begleitet wurde die Band von Advocates und As Colour Fades.
Auf der Scream-It-Like-You-Mean-It-Tour, die  im Oktober und November 2013 durch die Vereinigten Staaten führte, wurden Sienna Skies mit Silverstein als „Special Guest“ bekanntgegeben. Auf ausgewählten Konzerten waren die beiden Gruppen mit Bands wie Hawthorne Heights, Story of the Year, Capture the Crown, Set It Off und I Am King zu sehen.
Am 29. Juli 2014 wurde das dritte Studioalbum der Gruppe weltweit veröffentlicht. Es trägt den Namen Seasons und erschien über der US-amerikanischen Plattenfirma inVogue Records. Am 27. Juni 2014 spielte die Gruppe im Vorprogramm von Story of the Year im Metro Theatre in Sydney.
Am 21. September 2014 gab die Band über Facebook bekannt, dass Sänger Steve Faull und Keyboarder Matt Wells die Band verlassen werden, um eigenen Plänen nachgehen zu können. Die Band bestätigte jedoch, bereits einen neuen Sänger gefunden zu haben.

## Diskografie

### EPs
- 2007: Where Joy Exists, Despair Beckons
- 2024: Only Change Is Permanent

### Alben
- 2009: Truest of Colors
- 2012: The Constant Climb
- 2014: Seasons
- 2016: A Darker Shade of Truth